# Чудодеев, Юрий Владимирович
Ю́рий Влади́мирович Чудоде́ев (28 августа 1931, Москва) — советский и российский китаевед. Кандидат исторических наук, ведущий научный сотрудник отдела Китая Института востоковедения. Специалист по новой и новейшей истории Китая.

## Биография
Юрий Чудодеев родился в 1931 году в Москве. C 1949 по 1954 год учился на историческом факультете МГУ на кафедре «История стран Дальнего Востока». С 1962 года — научный сотрудник Института востоковедения АН СССР. В 1964 году совершенствовал знания в КНР в Пекинском университете.
Был привлечён академиком С. Л. Тихвинским к созданию коллективной монографии «Новая история Китая», по результатам работы над которой в 1965 году защитил кандидатскую диссертацию «Конституционное движение либеральной буржуазно-помещичьей оппозиции накануне Синьхайской революции в Китае» (научный руководитель — С. Л. Тихвинский).
В 1985—1986 годах стажировался в Фуданьском университете в Шанхае (позднее издал дневниковые записи об этой поездке).
Способствовал образованию научно-издательского отдела института и был его первым руководителем (в 1996—2007 годах).

## Тематика научных разработок
- общественно-политическая борьба в Китае накануне и после революции 1911 года[4];
- история советской советнической помощи Китаю в 1920—30-е годы;
- эволюция социопсихологических и политических стереотипов китайско-японского взаимовосприятия[5];
- международные отношения в Азиатско-Тихоокеанском регионе в 1970—80-х годах.